# رأس بناس
رأس بناس أو راس بناس هي رأس وشبه جزيرة كبيرة وفيها محمات طبيعية وميناء ومنطقة سياحية في جنوب محافظة البحر الأحمر بمصر.
يبعد موقع رأس بناس عن مدينة الأقصر 356 كيلومتراً ويوجد هناك بعض الشعاب المرجانية. كما يوجد بها مشروع سياحي وفندقي.

## المناخ
يظهر الجدول التالي التغييرات المناخية على مدار السنة لرأس بناس:
| البيانات المناخية لـرأس بناس      | البيانات المناخية لـرأس بناس | البيانات المناخية لـرأس بناس | البيانات المناخية لـرأس بناس | البيانات المناخية لـرأس بناس | البيانات المناخية لـرأس بناس | البيانات المناخية لـرأس بناس | البيانات المناخية لـرأس بناس | البيانات المناخية لـرأس بناس | البيانات المناخية لـرأس بناس | البيانات المناخية لـرأس بناس | البيانات المناخية لـرأس بناس | البيانات المناخية لـرأس بناس | البيانات المناخية لـرأس بناس |
| الشهر                             | يناير                        | فبراير                       | مارس                         | أبريل                        | مايو                         | يونيو                        | يوليو                        | أغسطس                        | سبتمبر                       | أكتوبر                       | نوفمبر                       | ديسمبر                       | المعدل السنوي                |
| --------------------------------- | ---------------------------- | ---------------------------- | ---------------------------- | ---------------------------- | ---------------------------- | ---------------------------- | ---------------------------- | ---------------------------- | ---------------------------- | ---------------------------- | ---------------------------- | ---------------------------- | ---------------------------- |
| متوسط درجة الحرارة الكبرى °م (°ف) | 24.8 (76.6)                  | 25.9 (78.6)                  | 27.5 (81.5)                  | 30.9 (87.6)                  | 33.9 (93.0)                  | 35.5 (95.9)                  | 36.4 (97.5)                  | 36.3 (97.3)                  | 35 (95)                      | 33.3 (91.9)                  | 29.9 (85.8)                  | 26.1 (79.0)                  | 31.3 (88.3)                  |
| المتوسط اليومي °م (°ف)            | 19.1 (66.4)                  | 19.9 (67.8)                  | 21.6 (70.9)                  | 24.7 (76.5)                  | 28.1 (82.6)                  | 29.6 (85.3)                  | 30.8 (87.4)                  | 30.8 (87.4)                  | 29.5 (85.1)                  | 27.7 (81.9)                  | 24.3 (75.7)                  | 20.5 (68.9)                  | 25.6 (78.0)                  |
| متوسط درجة الحرارة الصغرى °م (°ف) | 13.4 (56.1)                  | 13.9 (57.0)                  | 15.7 (60.3)                  | 18.6 (65.5)                  | 22.4 (72.3)                  | 23.7 (74.7)                  | 25.2 (77.4)                  | 25.4 (77.7)                  | 24.1 (75.4)                  | 22.1 (71.8)                  | 18.7 (65.7)                  | 15 (59)                      | 19.8 (67.7)                  |
| الهطول مم (إنش)                   | 0 (0)                        | 0 (0)                        | 1 (0.0)                      | 1 (0.0)                      | 0 (0)                        | 0 (0)                        | 0 (0)                        | 0 (0)                        | 0 (0)                        | 1 (0.0)                      | 7 (0.3)                      | 2 (0.1)                      | 12 (0.4)                     |
| المصدر: Climate-Data.org          |                              |                              |                              |                              |                              |                              |                              |                              |                              |                              |                              |                              |                              |